# Nishimori Hiroyuki
Nishimori Hiroyuki (西森博之 Tây Sâm Bác Chi, sinh ngày 23 tháng 11 năm 1963 ở Đông Kinh, Nhật Bản) là một mangaka người Nhật. Một số truyện tranh nổi tiếng mà ông sáng tác có thể kể đến như là Kyō Kara Ore Wa!! và Tenshi na Konamaiki. Bản thân Tenshi na Konamaiki đã giành được Giải thưởng manga Shogakukan dành cho truyện tranh thể loại thiếu niên vào năm 2001 và phiên bản tiếng Anh nó đã được xuất bản bởi Viz Media với cái tên Cheeky Angel.

## Tác phẩm
- Kyō Kara Ore Wa!! (今日から俺は!!) (1989–1998 Shogakukan)
- Amaku Kiken na Nampa Deka (甘く危険なナンパ刑事) (????)
- Spin Out (スピンナウト) (????)
- Tenshi na Konamaiki (天使な小生意気) (1999–2003 Shogakukan); tên tiếng Anh Cheeky Angel (2004–2008 Viz Media)
- Dōshirō de Gozaru (道士郎でござる) (2004–2006 Shogakukan)
- Jimuin A-ko (事務員A子) (????)
- Ocha Nigosu. (お茶にごす) (2007–2009 Shogakukan)